# Koseze (Ilirska Bistrica)
Koseze is een plaats in Slovenië en maakt deel uit van de gemeente Ilirska Bistrica in de NUTS-3-regio primorska. De plaats telde 335 inwoners op 1 januari 2020.